# Toktokkus tschinkeli

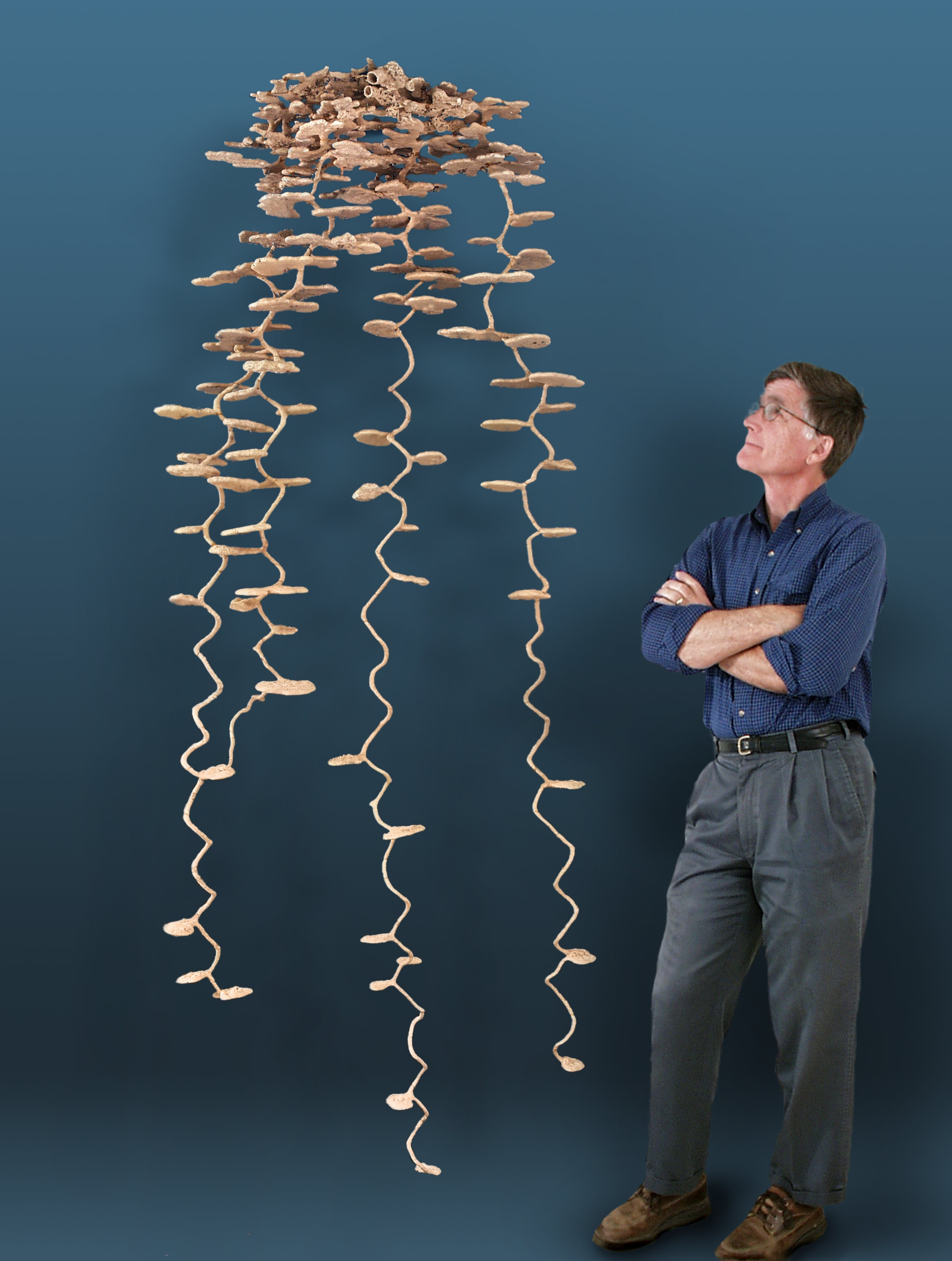
Walter R. Tschinkel, в честь которого назван вид

Toktokkus tschinkeli (лат.) — вид жуков-чернотелок рода Toktokkus из подтрибы Molurina трибы Sepidiini (Pimeliinae, Tenebrionidae). Афротропика: Мозамбик.

## Этимология
Видовое название T. tschinkeli дано в честь американского энтомолога профессора Уолтера Р. Чинкеля (Dr Walter R. Tschinkel, Университет штата Флорида), крупного специалиста по муравьям, также работавшего и по жукам-чернотелкам.

## Описание
Жуки-чернотелки крупных размеров (длина тела около 3 см; ширина надкрылий около 2 см). На склоне и боках надкрылий имеют бугорки (без соответствующих волосков) (отсутствуют на диске). Развит расширенный и более широкий у основания эпиплеврит, окружающий пятый вентрит. Вид был впервые описан в 2020 году и включён в состав рода Toktokkus из подтрибы Molurina трибы Sepidiini (Pimeliinae, Tenebrionidae).

## Распространение
Встречается в Афротропике: Мозамбик.